# Artemis Singers
Artemis Singers es un coro feminista lésbico estadounidense con sede en Chicago, Illinois. Buscan crear un cambio positivo en las actitudes culturales hacia las mujeres y las artistas y aumentar la visibilidad de las feministas lesbianas.
Fundado en 1980, fue uno de los primeros coros feministas lesbianas de Estados Unidos. En 2008, fue incluido en el Salón de la Fama de Gays y Lesbianas de Chicago. El grupo solo interpreta música creada por compositoras o letristas, o con arreglos realizados por arreglistas femeninas. Durante el período inicial del grupo, tenían asignado un director musical tradicional, pero el sistema evolucionó gradualmente hacia un sistema autoorganizado y no jerárquico. Actualmente, varios integrantes actúan como directores musicales durante cada actuación.

## Premios
- 1982 - Premio Paul R. Goldman, ONE de Chicago - por contribuciones destacadas en el campo de las artes escénicas en Chicago
- 2008 - Salón de la Fama LGBT de Chicago